# 佐川友彦
佐川 友彦（さがわ ともひこ、1984年12月12日 - ）は、日本の篤農家。農業コンサルタント。ファームサイド株式会社代表取締役・創業者。

## 経歴
1984年、群馬県館林市生まれ。2000年、館林市立第二中学校卒業。2003年、群馬県立太田高等学校卒業、東京大学理科一類入学。2007年、東京大学農学部地域環境工学専修卒業。2009年、東京大学大学院農学生命科学研究科生物・環境工学専攻修士課程修了。新卒で入社したデュポン中央技術研究所先端技術研究部（アメリカ・ウィルミントン）で太陽光発電パネル素材の研究開発に従事。2011年3月、国立研究開発法人産業技術総合研究所派遣研究員。2013年4月、さがわ総研。同年9月から翌年1月までメルカリ勤務。2014年10月、阿部梨園統括マネージャー。2019年1月1日、FARMSIDE worksを立ち上げ。同年11月19日、AG/SUM（アグサム：アグリテック・サミット）NIKKEI2019に登壇。2020年1月22日、ファームサイド株式会社を設立。

## 受賞
- 東京大学大学院農学生命科学研究科長賞（修士）